# Boston-Marathon 1998
Der Boston-Marathon 1998 war die 102. Ausgabe der jährlich stattfindenden Laufveranstaltung in Boston, Vereinigte Staaten. Der Marathon fand am 20. April 1998 statt.
Bei den Männern gewann Moses Tanui in 2:07:34 h und bei den Frauen Fatuma Roba in 2:23:21 h.

## Ergebnisse

### Männer
| Platz | Athlet            | Land      | Zeit (h) |
| ----- | ----------------- | --------- | -------- |
| 01    | Moses Tanui       | Kenia     | 2:07:34  |
| 02    | Joseph Chebet     | Kenia     | 2:07:37  |
| 03    | Gert Thys         | Südafrika | 2:07:52  |
| 04    | Andre Ramos       | Brasilien | 2:08:26  |
| 05    | John Kagwe        | Kenia     | 2:08:51  |
| 06    | Germán Silva      | Mexiko    | 2:08:56  |
| 07    | Alejandro Gómez   | Spanien   | 2:12:34  |
| 08    | Tumo Turbo        | Äthiopien | 2:13:06  |
| 09    | Jose Ramon-Rey    | Spanien   | 2:13:12  |
| 10    | Takayuki Inubushi | Japan     | 2:13:15  |

### Frauen
| Platz | Athletin              | Land       | Zeit (h) |
| ----- | --------------------- | ---------- | -------- |
| 01    | Fatuma Roba           | Äthiopien  | 2:23:21  |
| 02    | Renata Paradowska     | Polen      | 2:27:17  |
| 03    | Anuța Cătună          | Rumänien   | 2:27:34  |
| 04    | Maria Manuela Machado | Portugal   | 2:29:13  |
| 05    | Colleen De Reuck      | Südafrika  | 2:29:43  |
| 06    | Irina Kazakova        | Frankreich | 2:30:44  |
| 07    | Jane Salumäe          | Estland    | 2:31:20  |
| 08    | Hiroko Nomura         | Japan      | 2:31:58  |
| 09    | Irina Timofejewa      | Russland   | 2:32:32  |
| 10    | Aurica Buia           | Rumänien   | 2:34:17  |